# Dr. Eggman
Doctor Ivo Robotnik (ロボトニック, Robotonikku), ook bekend onder zijn alias Doctor Eggman (ドクター・エッグマン, Dokutā Egguman) is een personage uit de Sonic the Hedgehog-franchise. Hij is in alle incarnaties van dit franchise een gestoorde geleerde die met behulp van robots de wereld wil veroveren, of dit al gedaan heeft en nu als een tiran regeert. Hij is de aartsvijand van Sonic.

## Personage

### Uiterlijk
Eggmans uiterlijk is in de loop der jaren een paar maal veranderd. Zijn bekendste uiterlijk is dat van een dikke man van middelbare leeftijd, met een grote snor, ditto neus, kaal hoofd en altijd een bril op. Hij gaat meestal gekleed in een zwarte broek met een rode jas en witte handschoenen. Beginnend bij Sonic Adventure werd Eggman wat langer en minder bol. Van 1991 tot 1998 zag Eggman er wel anders uit. Hij droeg toen wat andere kleding, was kleiner en minder dik. Op de plaatjes van Sonic the Hedgehog uit 2006 ziet Eggman eruit zoals hij er ook ongeveer uitziet als hij echt zou bestaan; hier zijn er ook duidelijk rimpels op zijn gezicht te zien.

### Naam
Door de verschillende verhaallijnen in de Japanse en Amerikaanse versies van de spellen, kent Eggman verschillende namen. In Japan wordt het personage al sinds het eerste spel Dr. Eggman genoemd. In de Amerikaanse versies stond hij echter lange tijd bekend als Dr. Robotnik.
Vanaf het verschijnen van Sonic Adventure werd deze situatie recht gezet. Dit spel was het eerste exemplaar van de reeks met een uitgediept verhaallijn en cutscenes. Uit dit spel blijkt dat Dr. Ivo Robotnik de echte naam is van de doctor, terwijl Dr. Eggman een bijnaam is waarmee Sonic en zijn vrienden de spot drijven met de doctor.
In de stripserie Sonic the Comic heette Eggman vroeger Ovi Kintobor.
Na een ongeluk met een machine die wetenschapper Ovi Kintobor had gemaakt, was deze machine ontploft en was daarbij zijn karakter en uiterlijk veranderd naar de kwaadaardige Dr. Robotnik. Robotnik is Kintobor achterstevoren. Dit komt doordat hij eerst een goed persoon was en zijn karakter omgeslagen is naar het tegenovergestelde. Daarom heeft hij zijn naam ook omgedraaid.

### Persoonlijkheid
Dr. Eggman is een zelfbenoemd genie. Hij heeft een grote voorliefde voor robots en mecha’s, die dan ook het grootste gedeelte van zijn leger vormen. Eggmans doel is het veroveren van de wereld zodat hij er zijn eigen versie van een utopie van kan maken. Hij is erg egoïstisch, maar heeft volgens eigen zeggen wel een zachtere kant. Deze kant lijkt vooral naar te worden geuit door zijn abominabele gelach.
Ondanks zijn intelligentie gedraagt Eggman zich erg onvolwassen. Als hij zijn zin niet krijgt vertoont hij vaak kinderlijk gedrag en emotionele uitbarstingen, dit ook als iets mislukt (bijvoorbeeld als een plan mislukt, of een sterke robot crasht).
Eggman haat Sonic, die steeds zijn plannen dwarsboomt, maar diep van binnen heeft hij ook respect voor Sonics doorzettingsvermogen. Eggman heeft al meerdere malen samen met Sonic de wereld beschermd tegen een groter kwaad, al was dat vooral om zich te ontdoen van concurrentie.

### Vaardigheden
Eggmans grootste en gevaarlijkste vaardigheid is zijn intelligentie. Hij heeft een IQ van 300. Zijn kennis op het gebied van mechanica overtreft die van de meeste andere mensen. Alleen van Tails is bekend dat hij zich met Eggman kan meten. Daarnaast is Eggman ook een uitstekende piloot. In Mario & Sonic op de Olympische Spelen wordt beweerd dat Eggman ook aardig snel is. Iets wat in verschillende spellen ook aangetoond is. Met een voorsprong kan Eggman kortstondig Sonic voorblijven, wat resulteerde in enkele geslaagde ontsnappingen na een nederlaag tegen Sonic.
Ondanks zijn gezette omvang is Eggman redelijk atletisch, en beschikt over grote fysieke kracht.

## Incarnaties

### Computerspellen
Dr. Eggman doet al vanaf het eerste Sonic-spel mee. In de meeste spellen is hij de primaire tegenstander. Maar in tegenstelling tot veel andere spellen, waarin de hoofdvijand als laatste eindbaas dient, komt Eggman in vrijwel elk level voor als eindbaas.
In latere spellen moet Eggman steeds vaker concurreren met andere schurken om de titel van primaire antagonist. Zo komt het steeds vaker voor dat er een ander kwaad bevochten moet worden, en Eggman slechts een bijpersonage is.

### Animatieseries
- In de animatieserie Adventures of Sonic the Hedgehog is Eggman een komische en zeer incompetente schurk. Zijn uiterlijk in deze serie is duidelijk anders dan in de spellen. Zo heeft hij hier een grotere snor, een kegelvormig hoofd en zwarte ogen met rode pupillen. Ook wordt hij hier steevast Robotnik genoemd.
- In de serie Sonic the Hedgehog (SatAM) is Eggman geen gestoorde wetenschapper, maar een dictator die al een groot deel van de planeet Mobius heeft veroverd. Zijn primaire wapen in deze serie is een machine waarmee hij levende wezens in robots kan veranderen. Ook in deze serie heeft hij zwarte ogen. Deze versie van Eggman was tevens een stuk serieuzer en kwaadaardiger dan de meeste andere versies.
- In de serie Sonic Underground is Eggman eveneens een dictator die al grote delen van Mobius veroverd heeft. Deze versie van Eggman verscheen niet in elke aflevering, maar zijn handlangers wel. Deze versie van Eggman was een mengeling van zijn SatAM versie, en zijn computerspelversie.
- De Dr. Eggman uit de serie Sonic X kwam zowel qua uiterlijk als gedrag sterk overeen met zijn computerspelversies. Net als de andere personages belandt hij op de aarde door toedoen van Chaos Control, alwaar hij gedurende de eerste twee seizoenen zijn eigen rijk probeert op te bouwen. In seizoen twee blijkt Eggmans grootvader ook van de aarde te komen, wat suggereert dat Eggman niet altijd in Sonics wereld heeft gewoond. In seizoen 3 was zijn rol minder uitgebreid omdat de Metarex de primaire antagonisten vormden in dit seizoen.

### Strips
Dr. Eggman komt voor in alle stripversies gebaseerd op de Franchise. In Archie Comics’ serie Sonic the Hedgehog is hij vrijwel identiek aan de Dr. Eggman uit SatAM. Later in deze serie upgrade hij zichzelf tot een robot.
In de serie Sonic the Comic was Eggman oorspronkelijk een goede man genaamd Ovi Kintobor. Hij was bevriend met Sonic en was van plan om al het kwaad in de wereld te laten verdwijnen door het op te sluiten in de zogenaamde Chaos Emeralds. Helaas struikelde hij (met een ei in zijn hand) over een stroomkabel en viel hij tegen het toetsenbord van zijn machine aan. Door de explosie ontsnapte al het kwaad uit de Chaos Emeralds en veranderde zijn uiterlijk (vorm van een ei) en ook zijn naam van Ovi Kintobor in Ivo Robotnik; een slecht en kwaadaardige wetenschapper.
Overigens in dat verhaal is Kintobor ook verantwoordelijk voor Sonics blauwe kleur en supersonische snelheid(alhoewel Sonic al wel heel snel was).
In Sonic X is hij gelijk aan de Eggman uit de animatieserie Sonic X.

## Varia
- Het ontwerp van Robotnik is gebaseerd op de Amerikaanse president Theodore Roosevelt.
- Bijna was Eggman de held van de reeks geworden, onder de ontwerpen van de held was, onder meer, een ontwerp van een man met een brede snor in een pyjama. Later wilde SEGA dit ontwerp niet weggooien dus besloten ze om van hem de slechterik te maken.
- Eggman werd alleen Robotnik genoemd in de Engelse versies van de spellen of in de Engelse series. In Japan is hij nooit Robotnik genoemd. In 1999 werd echter beslist om de verschillen in de regio's te stroomlijnen. In het spel Sonic Adventure werd duidelijk dat Dr. Ivo Robotnik de echte naam is van het personage, terwijl Eggman een bijnaam is. Hierna werd de naam Eggman gebruikt in alle regio's.
  - De naam Robotnik duikt echter sporadisch op, ook in Japanse media. In het spel Sonic Triple Trouble heet een van de zones "Robotnik Winter Zone", inclusief in de Japanse versie (ロボトニックウィンター・ゾーン, Robotonikku Wintā Zōn). Ook is de tekst "Robotnik Empire" zichtbaar in de achtergrond in het spel Sonic Adventure 2. Ook gebruikte Eggman de naam "Robotnik Corp" als de naam van zijn bedrijf in Sonic Riders. Familieleden van Eggman die werden geïntroduceerd in het spel Sonic Adventure 2 dragen de naam Robotnik in alle regio's, inclusief Japan. Dit waren zijn grootvader Gerald Robotnik en zijn nicht Maria Robotnik. De naam Robotnik werd ook weergegeven op een eyecatcher in de Japanse versie van de tv-serie Sonic X.
- In de serie Adventures of Sonic the Hedgehog zegt hij 'Snooping as usual I see.' Door hier handig te knippen is de 'pingas' meme ontstaan van 'Snoo PINGAS usual I see.'[1]